# Белая птица (биплан)
Белая птица (фр. L'Oiseau Blanc) — французский биплан, на котором 8 мая 1927 года была предпринята попытка пересечь Атлантический океан по маршруту Париж — Нью-Йорк, однако самолёт пропал без вести. Пилотами «Белой птицы» во время этого перелёта были ветераны Первой мировой войны Шарль Нунжессер и Франсуа Коли, которые намеревались получить за успешный перелёт премию Ортейга и 25 000 долларов призового вознаграждения.
Самолет весил около 5000 килограммов, и для уменьшения его веса пилоты демонтировали всё, что, по их мнению, могло быть лишним, в том числе даже некоторые навигационные приборы и радиопередатчик; кроме того, они разработали механизм, с помощью которого после взлёта самолёт мог сбросить своё шасси, поскольку в Нью-Йорке планировалось приводнение у статуи Свободы. Шасси «Белой птицы» выставлено с 2008 года в Музее авиации и космонавтики в Ле Бурже.
Исчезновение «Белой птицы» считается одной из самых известных загадок в истории авиации. По результатам последних исследований специалисты считают, что «Белой птице» удалось долететь по крайней мере до Ньюфаундленда, а разбился биплан на территории штата Мэн.
В честь самолёта в Париже названа одна из улиц. В 1967 году появилась памятная почтовая марка с изображением «Белой птицы». О полёте напоминает также памятник в аэропорту Ле Бурже.

## В культуре
- Гибель «Белой Птицы» показана во вступлении первого тома графической новеллы «Black Squaw» Алаина Хенриета[фр.]. По сюжету новеллы, «Белая птица» была сбита по ошибке береговой охраной США, охотившейся за самолетом бутлегеров.

## Галерея

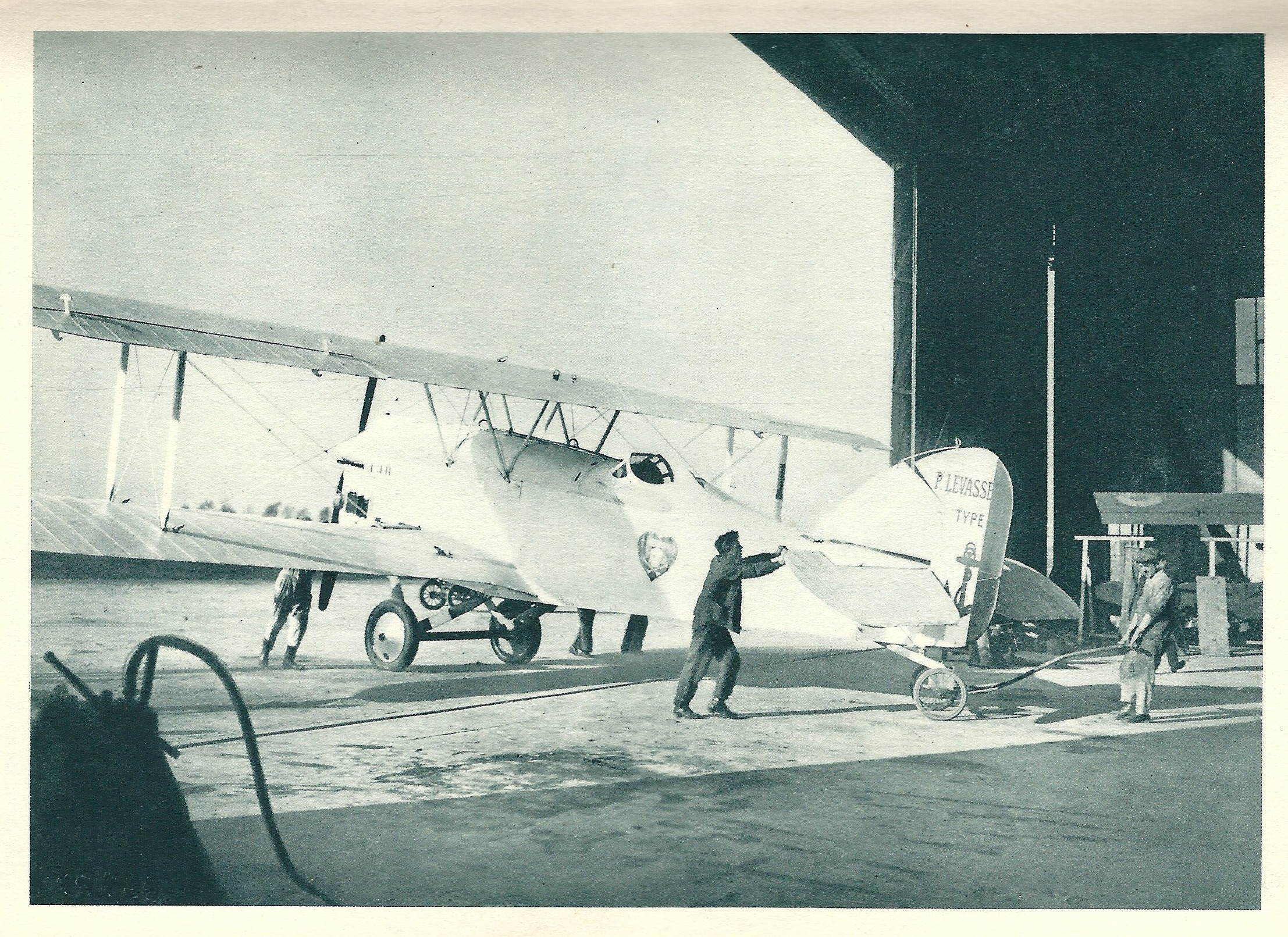
«Белая птица» в ангаре на аэродроме Ле Бурже
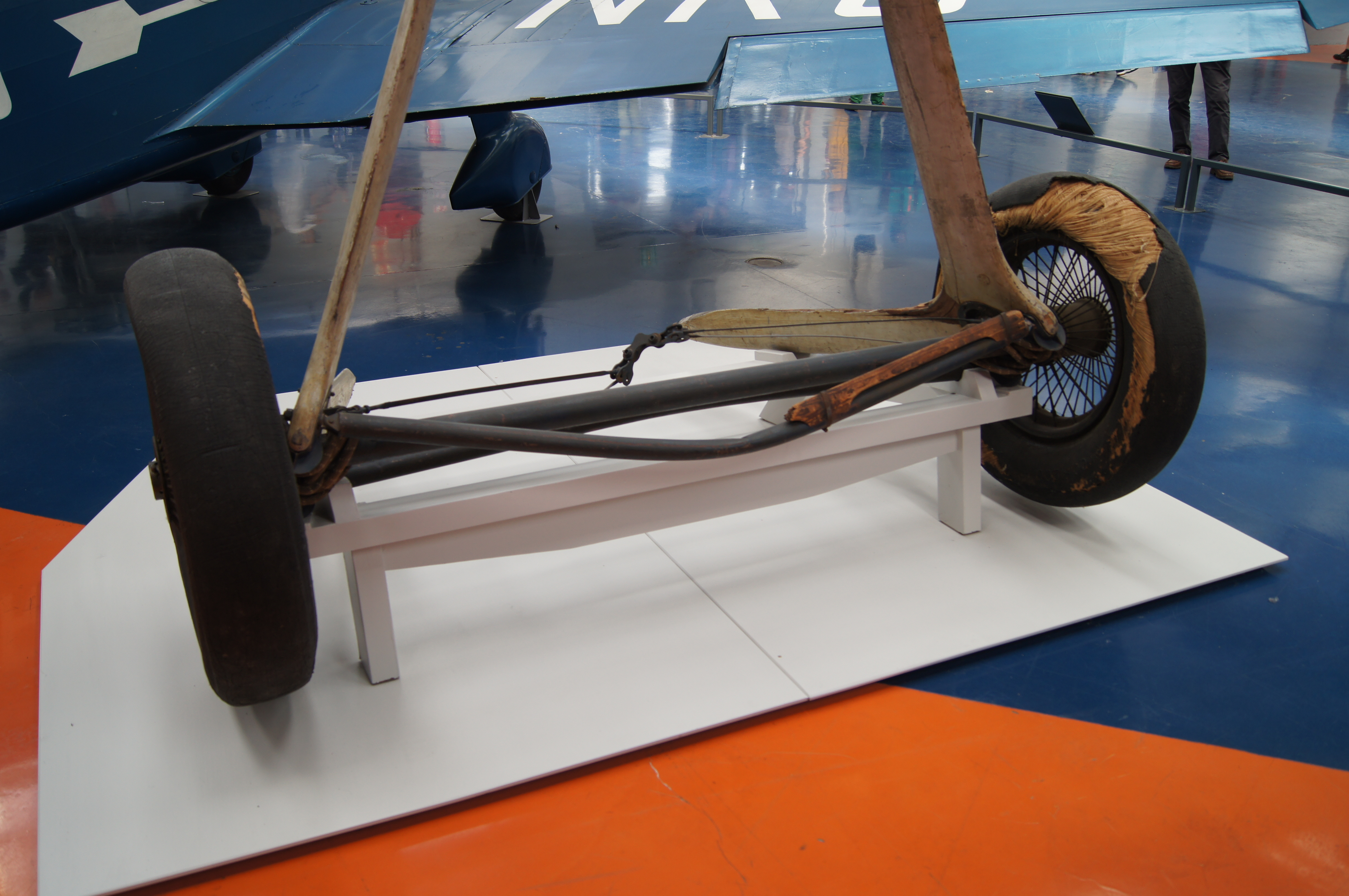
Шасси «Белой птицы», хранящееся в Музее авиации и космонавтики
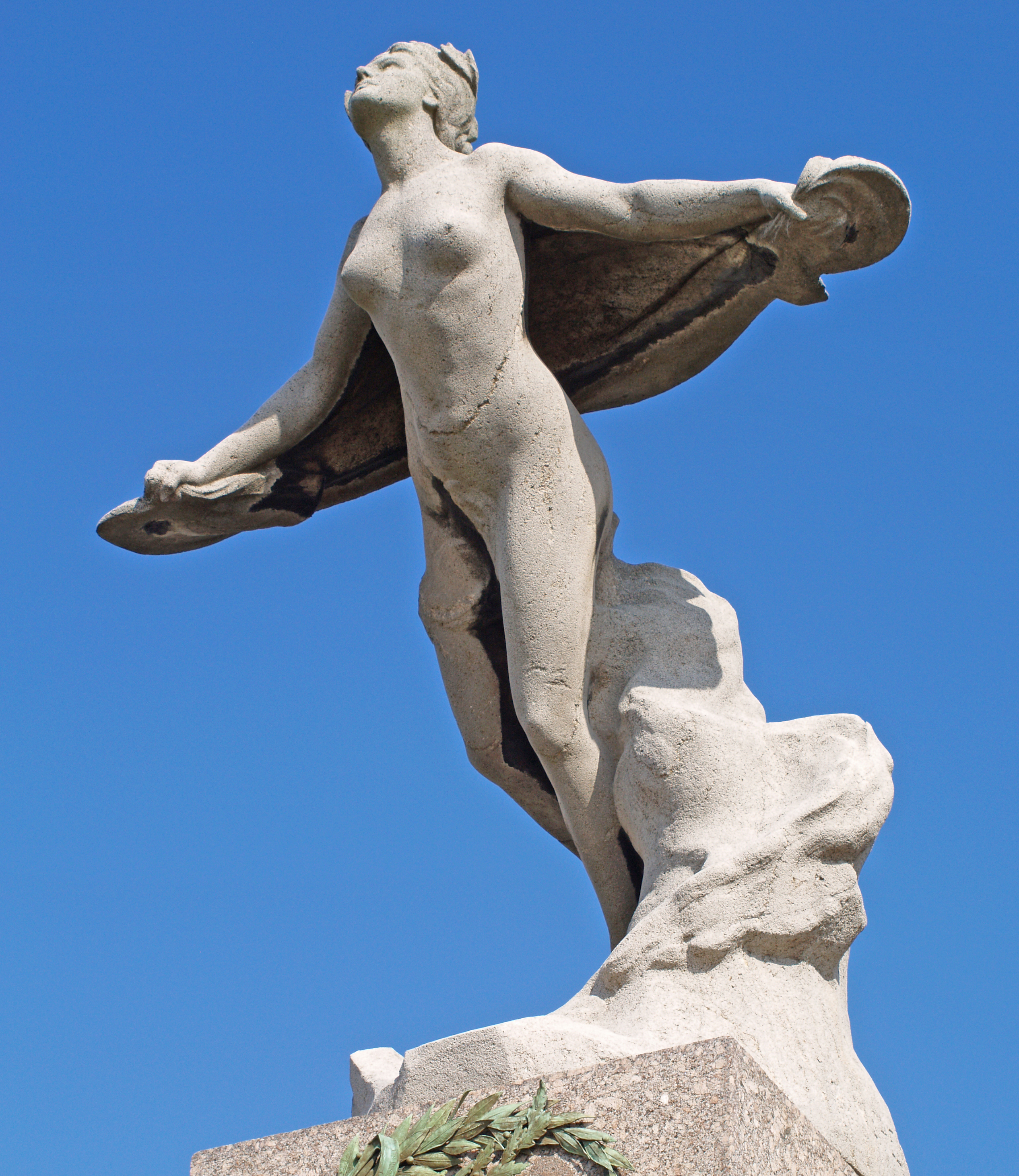
Памятник в аэропорту Ле Бурже в память о полётах Чарльза Линдберга, Шарля Нунжессера и Франсуа Коли